# Tracy Brown
Tracy Brown (nascuda el 1974) és una escriptora negra estatunidenca de ficció urbana que és coneguda per les seves obres que succeeixen a Staten Island, Nova York.

## Vida personal
Brown viu a Staten Island, Nova York, on va néixer.
Brown va tenir una filla quan encara era adolescent però es va graduar a l'institut sent mare. És alumne del John Jay College de Justícia Criminal.
Ella forma part de l'ONG We Are Ladies First, LDT que té l'objectiu de formar, inspirar i empoderar les noies joves de Staten Island. També mentoritza i és professora d'un curs d'escriptura a noies que hi ha en un correccional del sistema de serveis social de l'estat de Nova York. El 2016 va escriure i dirigir la seva primera obra de teatre "Brand New".

## Obra
Els seus llibres, que se situen a Staten Island i es basen en dones que triomfen tot i les adversitats, han estat llistats com a bestsellers per USA Today i Essence Magazine.

## Obres
Les històries de Tracy Brown han aparegut en les antologies The Game: Short Stories About the Life i Flirt.
- Black, Triple Crown Publications, 2003
- Dime Piece, Triple Crown Publications, 2004
- Criminal Minded, St. Martin's Griffin, 2005
- White Lines, St. Martin's Griffin, 2007[4]
- Twisted, St. Martin's Griffin, 2008[5]
- Snapped, St. Martin's Griffin, 2009[6]
- Aftermath, St. Martin's Griffin, 2011[7]
- White Lines II: Sunny, St. Martin's Griffin, 2012
- Flirting with Disaster, St. Martin's Griffin, 2013
- White Lines III: All Falls Down, St. Martin's Griffin, 2015
- Boss, St. Martin's Griffin, 2017